# 纳塔利娅·瓦列耶娃
纳塔利娅·瓦列耶娃（羅馬尼亞語：Natalia Valeeva，1969年11月15日—），意大利射箭运动员。她曾代表独联体、摩尔多瓦、意大利参加1992年、1996年、2000年、2004年、2008年和2012年夏季奥林匹克运动会射箭比赛。